# Bistum Tarbes und Lourdes
Das Bistum Tarbes und Lourdes (lateinisch Dioecesis Tarbiensis et Lourdensis, französisch Diocèse de Tarbes et Lourdes) ist eine in Frankreich gelegene römisch-katholische Diözese mit Sitz in Tarbes.

## Geschichte
Das Bistum Tarbes wurde im 4. Jahrhundert errichtet und dem Erzbistum Auch als Suffraganbistum unterstellt. Im Rahmen des Konkordats von 1801 zwischen Napoleon und dem Heiligen Stuhl wurde es aufgelöst und das Gebiet wurde den Bistümern Agen und Bayonne angegliedert. Das Bistum wurde jedoch am 6. Oktober 1822 durch Papst Pius VII. mit der apostolischen Konstitution Paternae charitatis erneut errichtet. Am 20. April 1912 wurde das Bistum aufgrund der wachsenden Bedeutung des Marienwallfahrtsortes Lourdes in Bistum Tarbes et Lourdes umbenannt. Dieses  wurde am 16. Dezember 2002 dem Erzbistum Toulouse als Suffraganbistum unterstellt.

## Weblinks

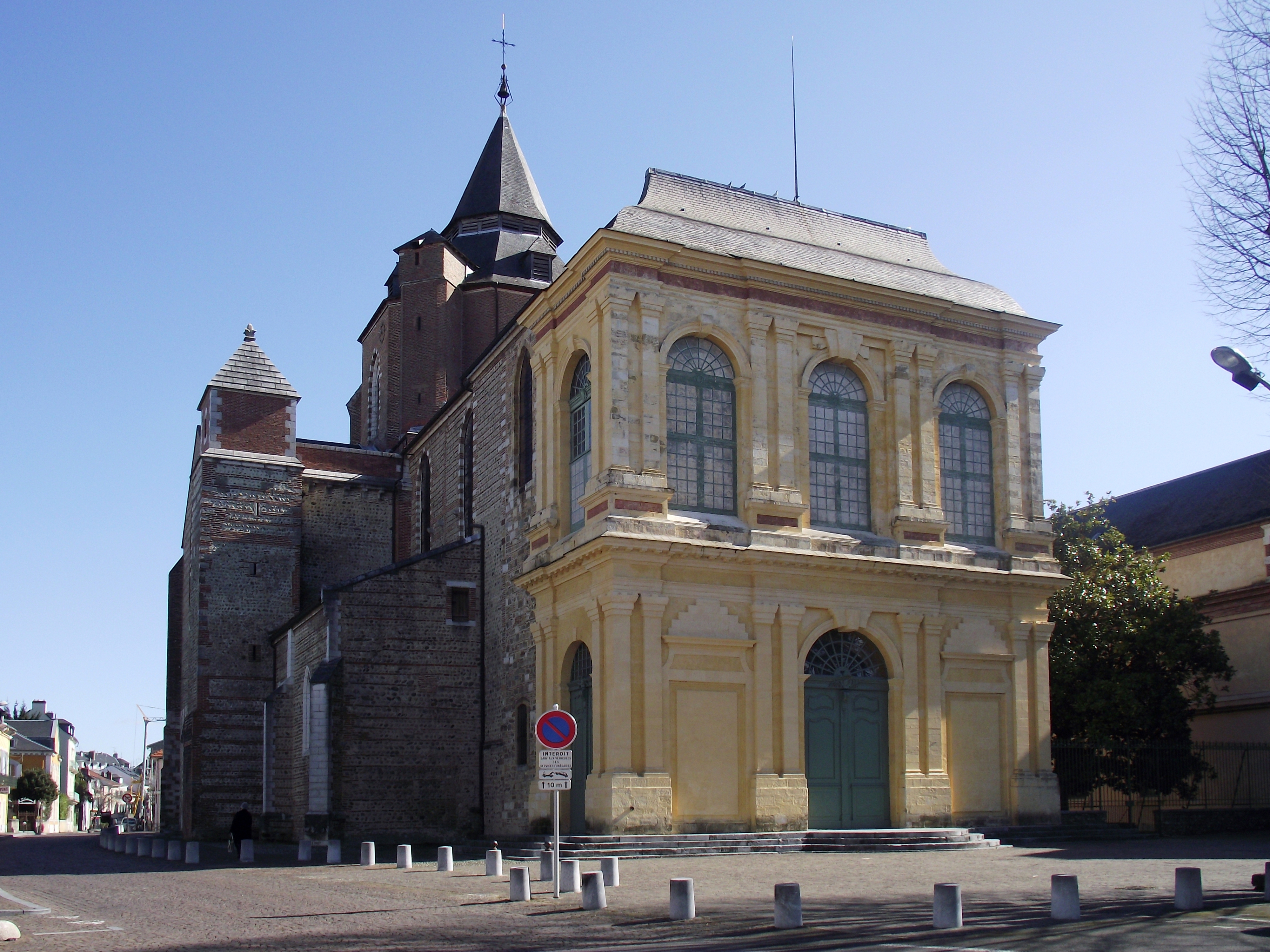
Kathedrale Notre-Dame de la Sède in Tarbes